# Тхиукинлэн (станция метро)
Тхиукинлэн? (кит. 調景嶺; англ. Tiu Keng Leng Station) — станция линий Куньтхон и Чёнкуаньоу Гонконгского метрополитена. Открыта 18 августа 2002 года.
Станция «Тхиукинлэн» расположена подземно в районе Сайкун. Вместе с соседней станцией «Яутхон» станция формирует систему мультикросс-платформенной пересадки (так же как и станции «Принс-Эдвард» и «Вонкок»).
Обе части станции выполнены в виде островных платформ. На станции установлены платформенные раздвижные двери.

Схема путей между станциями Тхиукинлэн и Яутхон.